# Кременица
Кременица, наричано и с турското си име Кенали (изписване до 1945 година: Крѣменица; на македонска литературна норма: Кременица), е село в община Битоля на Северна Македония.

## География
Селото се намира на 590 m надморска височина в областта Пелагония, на 17 km южно от Битоля, непосредствено до границата с Гърция. В селото има минерални извори, които се използват за бутилиране на минерална вода.

## История
Името на селото е от камъка кремен.
В XIX век Кременица е голямо село в Битолска кааза на Османската империя. 
В 1845 година руският славист Виктор Григорович минава през селото и описва Кременица в „Очерк путешествия по Европейской Турции“ като българско село.
Според статистиката на Васил Кънчов („Македония. Етнография и статистика“) от 1900 година Кенали или Крѣменица има 2200 жители, всички турци.
На Етнографската карта на Битолския вилает на Картографския институт в София от 1901 година Кенали е чисто турско село в Битолската каза на Битолския санджак с 550 къщи.
В 1914 година в селото има 2403 жители, предимно турци. Според Димитър Гаджанов в 1916 година в Кънали живеят 2400 турци.
По време на българското управление във Вардарска Македония в годините на Втората световна война, Георги Мил. Попов от Селце е български кмет на Гара Кременица от 25 май 1943 година до 9 септември 1944 година.
След Първата световна война и по-интензивно след Втората и към средата на 50-те години на XX век се наблюдава масова емиграция на турското население към Турция. В 1961 година селото има 508 жители. Част от жителите се изселват в Битоля, презокеанските земи и Европа. В селото се заселват хора от Сович, Живойно, Бач. Според преброяването от 2002 година селото има 134 жители самоопределили се както следва:
| Националност     | Всичко |
| северномакедонци | 112    |
| албанци          | 0      |
| турци            | 20     |
| роми             | 0      |
| власи            | 0      |
| сърби            | 1      |
| бошняци          | 0      |
| други            | 1      |

В селото работи основно училище, филиал на ОУ „Кръсте Петков Мисирков“ (Бистрица). Има църква „Свети Атанасий“ и джамия.

## Личности
Родени в Кременица
- Али Хюсеин, арестуван преди април 1904 година, обвинен в „участие в задигане на добитък... останал без стопанини, когато населението от село Неокази се присъединило към комитите и дигнало бунт“, осъден на 1 година от Апелативния наказателен съд, лежал в Битолския затвор, амнистиран с общата амнистия от 12 април 1904 година[8]
- Вели Мустафа, арестуван преди април 1904 година, обвинен в „участие в задигане на добитък... останал без стопанини, когато населението от село Неокази се присъединило към комитите и дигнало бунт“, осъден на 1 година от Апелативния наказателен съд, лежал в Битолския затвор, амнистиран с общата амнистия от 12 април 1904 година[8]
- Джафер Али, арестуван преди април 1904 година, обвинен в „участие в задигане на добитък... останал без стопанини, когато населението от село Неокази се присъединило към комитите и дигнало бунт“, осъден на 1 година от Апелативния наказателен съд, лежал в Битолския затвор, амнистиран с общата амнистия от 12 април 1904 година[9]
- Реджеп Осман, арестуван преди април 1904 година, обвинен в „участие в задигане на добитък... останал без стопанини, когато населението от село Неокази се присъединило към комитите и дигнало бунт“, осъден на 1 година от Апелативния наказателен съд, лежал в Битолския затвор, амнистиран с общата амнистия от 12 април 1904 година[8]
- Раиф Хасан, арестуван преди април 1904 година, обвинен, че е „хванат с две юници, които задигнал в периода, когато населението на Неокази воювало в планините“,[10] осъден от Апелативния наказателен съд на 1 година, лежал следствения арест, амнистиран с общата амнистия от 12 април 1904 година[11]
- Рифат Нуман, арестуван преди април 1904 година, обвинен в „участие в задигане на добитък... останал без стопанини, когато населението от село Неокази се присъединило към комитите и дигнало бунт“,[8] осъден на 1 година от Апелативния наказателен съд, лежал в Битолския затвор, амнистиран с общата амнистия от 12 април 1904 година[9]
- Петър Бояджиевски (1939 - 2014), лекар от Република Македония
- Тимуршах Хасан, арестуван преди април 1904 година, обвинен в „участие в задигане на добитък... останал без стопанини, когато населението от село Неокази се присъединило към комитите и дигнало бунт“, осъден на 1 година от Апелативния наказателен съд, лежал в Битолския затвор, амнистиран с общата амнистия от 12 април 1904 година[9]

Починали в Кременица
- Атанас Начев Начев, български военен деец, подполковник, загинал през Първата световна война[12]
- Иван П. Теодосиев, български военен деец, подпоручик, загинал през Първата световна война[13]
- Костадин (Константин) Златаров (Златарев), български военен деец, подполковник, загинал през Първата световна война[14]
- Лалю Ив. Лазаров, български военен деец, поручик, загинал през Първата световна война[15]
- Любен Рачев Станев, български военен деец, запасен подпоручик, загинал през Първата световна война[15]
- Никола Казасов, български военен деец, капитан, загинал през Първата световна война[15]
- Стефан Василев Илиев, български военен деец, запасен подпоручик, загинал през Първата световна война[16]
- Христо Хр. Хинов, български военен деец, поручик, загинал през Първата световна война[15]

## Други
На Кенали е наречена улица в кварталите „Западен парк“ и „Красна поляна 1“ в София (Карта).